# Dejan Milošeski
Dejan Milosevski est un footballeur macédonien né le 27 décembre 1982.

## Carrière
- 2003-2006 : Cementarnica 55 Skopje  Macédoine du Nord
- 2006-2009 : Vėtra Vilnius  Lituanie
- 2009-2010 : Widzew Łódź  Pologne
- 2010-2011 : Górnik Łęczna  Pologne

## Sélections
- 1 sélection et 0 but avec l'équipe de Macédoine depuis 2008.